# Hadler Stände
Die Hadler Stände waren die Landstände der historischen Bauernrepublik Land Hadeln, vom Mittelalter bis zu ihrer Auflösung 1884. Im Gegensatz zur sonst üblichen mittelalterlichen Ständeordnung von Klerus, Adel und Bürgern, handelte es sich hierbei um einen politischen Zusammenschluss aller örtlichen Kirchspiele (heute Gemeinden) zu einer gemeinschaftlichen Vertretung. Ebenso ungewöhnlich ist der Umstand, dass es sich bei den Angehörigen der politischen Elite fast ausschließlich um Großbauern handelte, die in anderen europäischen Ständegesellschaften nur sehr selten, meist gar nicht, vertreten waren. Da alle Hadler Kirchspiele ihrem jeweiligen Landesherrn gemeinsam gegenübertraten, ließen sich alte Privilegien und sonstige Rechte meist erfolgreich durchsetzen, und die Ständeverfassung überdauerte fast unverändert bis ins 19. Jahrhundert.
Die Hadler Stände waren also nicht nach gesellschaftlichen Gruppen geteilt, sondern geographisch, und zwar in folgende drei Kurien:
- I. Stand, die sieben Kirchspielen des Hadler Hochlandes mit Altenbruch, Lüdingworth, Neuenkirchen, Nordleda, Osterbruch sowie Osterende- und Westerende-Otterndorf
- II. Stand, die fünf Kirchspiele des Sietlandes mit Osterende- und Westerende-Ihlienworth, Odisheim, Steinau sowie Wanna mit Süderleda
- III. Stand, das Weichbild bzw. der Flecken Otterndorf, der seit 1400 Stadtrecht genoss.

## Geschichte
Der erste Beleg für einen Zusammenschluss von Hadler Kirchspielen, die als universi Hadelerie inhabitantes (= sämtliche Einwohner des Landes Hadeln) gemeinschaftlich auftraten, stammt von 1298. Zu besonderen Anlässen hielten sie einen Landtag unter freiem Himmel auf dem Warningsacker zwischen Otterndorf und Altenbruch ab.
Spätestens ab Mitte des 15. Jahrhunderts werden die drei Hadler Stände in Urkunden greifbar, sowie in der Kirchenordnung von 1529 und im Hadler Landrecht (abgeschlossen 1583). Die fünf Kirchspiele des Sietlandes versammelten sich ursprünglich wohl getrennt in ihrem Vorort Ihlienworth. Spätestens seit dem ersten Drittel des 16. Jahrhunderts schickten sie jedoch ihre Schulzen und Landschöffen ebenfalls zu den Landtagen auf dem Warningsacker. Die gewöhnlichen Beratungen und Arbeitsversammlungen fanden seit 1584 im Ständehaus in Otterndorf statt, das dafür eine freie Schankgerechtigkeit erhielt. Explizit genannt werden die drei Stände aber erst 1616, anlässlich der Erbhuldigung für einen neuen Regenten, den Herzog von Sachsen-Lauenburg. Von 1621 bis 1623 kam es zu scharfen Auseinandersetzungen zwischen dem Herzog und den Hadler Ständen über das Patronatsrecht und die Visitationen. Zwar wurden die Streitigkeiten mehr oder wenig gütlich beigelegt, der angesehene Gräfe und Syndikus starb jedoch ruiniert und verbittert im Stader Exil. Bald darauf erlitt auch das Land Hadeln die Lasten des Dreißigjährigen Krieges.
Nach dem Aussterben der Herzöge trat 1689 an die Stelle des herzöglichen Gräfen (Statthalter) ein kaiserlicher Kommissar, der im Namen Leopolds I. die alten Privilegien bestätigte. In der Folge werden den Hadler Ständen aber immer häufiger neue Sonderabgaben abgenötigt. Als der Kommissar 1722 noch weitere Abgaben forderte, wandten sich die Hadler Stände direkt an den Kaiser, jedoch vergeblich. Die Macht der Hadler Stände begann von nun an stetig zu schwinden.
Als das Land Hadeln 1731 an Kurhannover fiel, hofften die Hadler zunächst auf eine Besserung, aber stattdessen verlangte die Regierung 1759 die Aushebung von Rekruten. Diesmal widersetzten sich die Hadler Stände noch ein Mal. Sie pochten auf ihren „Hauptprivilegen“ aus lauenburgischen Zeiten und kauften sich mit einer einmaligen Kriegssteuer frei; 1762 wurde die Rekrutierung von Truppen jedoch unter militärischem Druck erzwungen.
Im Laufe der napoleonischen Kriegen wurde das Land Hadeln von den Franzosen besetzt und annektiert, und die Hadler Stände waren von 1810 bis 1813 aufgelöst.
Als das Königreich Hannover in vergrößertem Umfang neu erstand und sich eine neue Verwaltungsstruktur gab, wurde auch das Land Hadeln wiederhergestellt. Dabei erhielt es nicht den Status eines gewöhnlichen Amtes, wie es seiner Größe nach angemessen gewesen wäre, sondern den einer eigenen Provinz, gleichberechtigt z. B. mit der weit größeren Provinz Herzogtum Bremen-Verden. Folglich bezeichneten sich die Hadler Stände nun auch als „Provinzialstände“. Allerdings wurde von der reaktionären bremisch-verdener Ritterschaft weiterhin die Angliederung Hadelns betrieben, was die Einwohner in die liberale Opposition zur Regierung trieb. 1852 wurden bei einer Reform des Justizwesens die weltlichen Obergerichte in Hadeln abgeschafft, später fielen wichtige Kompetenzen der Kirchspielsgerichte an das Amtsgericht in Otterndorf. 1866 wurde das Königreich Hannover von Preußen annektiert, und auch das Land Hadeln gelangte unter preußische Verwaltung. Das Ende der Hadler Selbstverwaltung kam aber erst 1884 mit der Auflösung der Hadler Stände, und des Hadler Konsistoriums an St. Severi, ein Jahr später.

## Aufgaben
Die Hadler Stände erledigten vor allem die gemeinsamen Verwaltungsangelegenheiten und wirkten bei der Gesetzgebung mit. Sie konnten selbst neue Gesetze vorschlagen, oder Verordnungen des Landesherren entweder genehmigen oder ablehnen. Sie bewilligten die Steuern und verteilten sie auf die einzelnen Kirchspiele.
Sie besaßen das Mitbesetzungsrecht beim Kirchengericht (Konsistorium) in Otterndorf, dessen Mitglieder (zwei herrschaftliche Beamte, zwei Superintendenten, der Bürgermeister von Otterndorf, sowie die beiden präsidierenden Schultheißen des Hoch- und des Sietlandes) die Oberaufsicht über alle Kirchen, Schulen und Armenstiftungen führten, und für die Wahl der Pastoren im Land Hadeln zuständig waren, außerdem bei den höheren Land- und Kriminalgerichten der einzelnen Kirchspiele. Neben den gewählten Schultheißen (in Otterndorf dem Bürgermeister) saßen diesen Gerichten ebenfalls vom Landesherrn ernannte Beamte vor. Die Untergerichte wurden hingegen ausschließlich mit gewählten Schultheißen und Landschöffen besetzt (in Otterndorf mit dem Stadtrat).
Der „engere Ausschuss“ der Hadler Stände, also die Schultheiße aller Kirchspiele und der Bürgermeister, kümmerte sich um den Bau und die Erhaltung der Deiche und Schleusen, sowie die Entwässerung, erhob die Deich- und Wasserlasten, und wies diese den Empfängern zu. Ferner waren sie für die eventuelle Versorgung der Hadler Landwehr oder die Einquartierung landesfremder Soldaten zuständig. Ansprechpartner für den Landesherrn war bei Anfragen oder Regierungsaufträgen der Präsident, oder Syndikus der Hadler Stände.